# Tylobolus castaneus
Tylobolus castaneus är en mångfotingart som beskrevs av Chamberlin 1918. Tylobolus castaneus ingår i släktet Tylobolus och familjen Spirobolidae. Inga underarter finns listade i Catalogue of Life.